# یخ‌ماهیان
یخ‌ماهیان (نام علمی: Salangidae) نام یک تیره از راسته سیمین‌ماهی‌سانان است. به یخ‌ماهیان، رشته‌ماهیان هم گفته‌اند.
در زبان ژاپن این ماهی شیرائو نامیده می شود و یکی از عناصر سوشی است.